# 亚维语
亚维语，即吉蘭丹-北大年馬來語，是使用於馬來西亞吉蘭丹以及其鄰近的泰國地區的一種馬來語。亚维语一詞用泰文字母寫作ยาวี，马来文是Yawi或Jawi。
泰国南部有一些地名其实是由来于这种亚维-马来语，比如普吉府的名字「Phuket」即原本于「bukit」，即「山丘」的意思，相当于泰语中的「ภูเขา」或「เขา」（khao），但是发音完全不同。
吉蘭丹-北大年馬來语流行於馬來西亞的吉蘭丹州、彭亨州的美拉坡鎮、吉打州的華玲縣、錫縣及巴東得臘縣、登嘉樓州的勿述縣及士兆縣、霹靂州的上霹靂縣。在泰國，主要流行於泰南三府（北大年府、那拉提瓦府、也拉府），据不完全统计，泰南有三百万人懂这种馬來語方言，歷史上這一帶屬於獨立的北大年蘇丹國。尤其在信奉伊斯蘭教的马来族占绝大多数的泰國最南端部的三府内有很多穆斯林学校采用该馬來語方言进行教学。